# Klammleiten

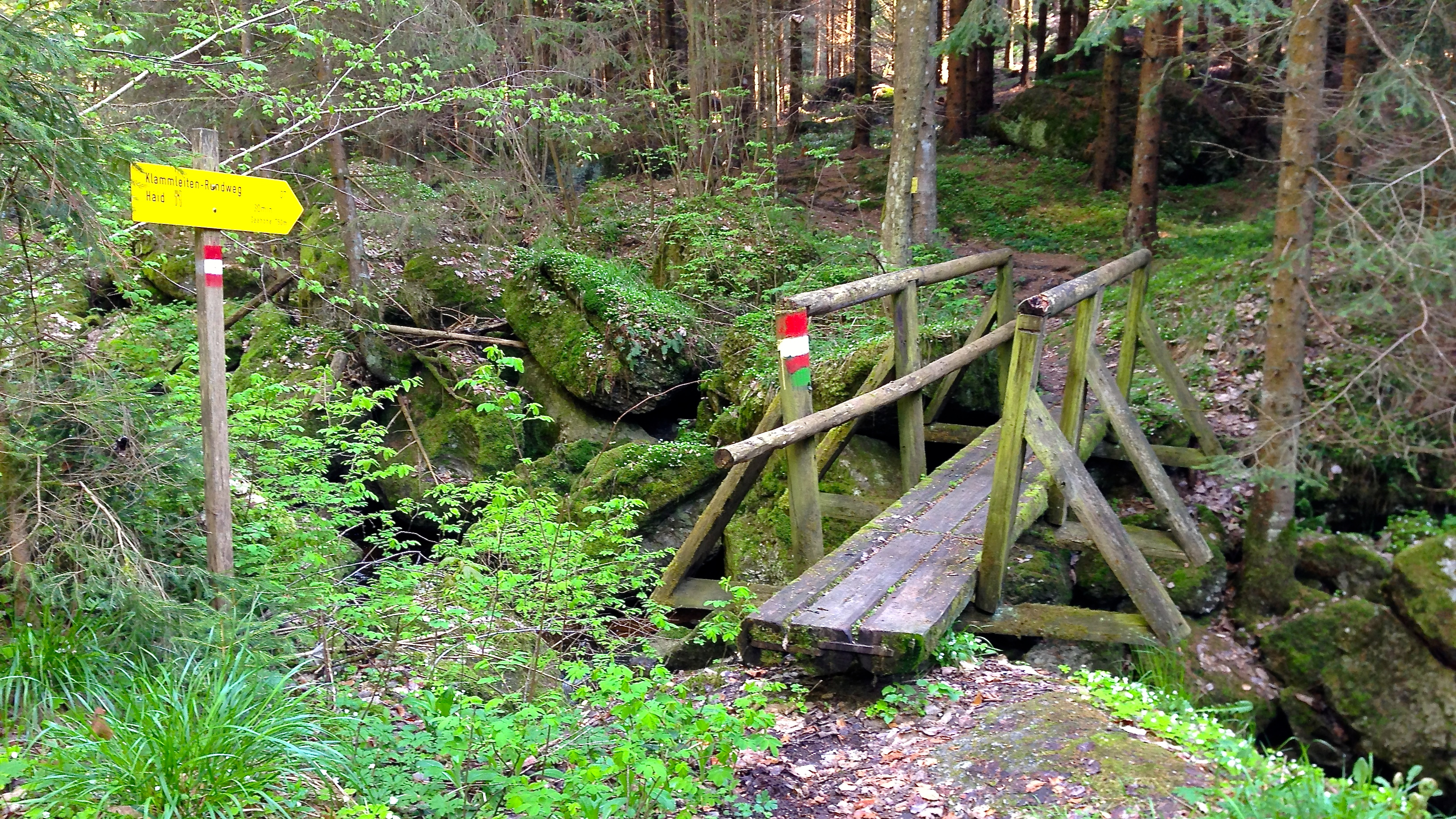
Brücke über den Klammleitenbach bei der Reindlmühle

Die Klammleiten ist ein etwa 2,5 Kilometer langes schluchtartiges Tal des Klammleitenbaches im Mühlviertel in Oberösterreich.

## Beschreibung
Der Klammleitenbach überwindet in diesem Bereich teils ober- und teils unterirdisch eine Höhe von rund zweihundert Metern. Bemerkenswerte Stellen in der Schlucht sind die Waldandacht (Kreuz unter der Einsiedelmauer), die Teufelsmühle, der Kindlstein, das Coburg-Bründl, die Himmelsleiter, der Kanzelstein, die Ruine einer Hausmühle und die Reindlmühle mit einem Mühlrad.
Mit dem Nachbau eines Gefluders wurde 2002 in der Klammleiten eine etwa zwanzig Meter lange technische Einrichtung geschaffen, die an den Holztransport (Scheiterschwemme) erinnert. Mit dem Gefluder wurden Wegstrecken überwunden, wo der Klammleitenbach unterirdisch verläuft. Von 1755 bis 1937 wurde im Winter Holz geschlägert, mit Schlitten zu den Ufern der Bäche gebracht und über die Schmelzwasser führenden Bäche zur Naarn und weiter bis zur Donau transportiert. Über mehrere Wochen sorgten bis zu dreitausend Personen für einen raschen Transport der etwa einen Meter langen Holzscheite.